# Rijeka
Rijeka (în italiană Fiume) este un oraș în cantonul Primorje-Gorski kotar, Croația, cu o populație de 128.624 de locuitori (2011).
Orașul a fost un port important în Imperiul Habsburgic, iar în perioada 1867–1918 în Austro-Ungaria. La începutul secolului al XX-lea au fost realizate la Fiume submarinele pentru Marina Imperială Austro-Ungară.
În perioada 1920–1924 a existat Statul Liber din Fiume, o formațiune statală cu o suprafață totală de doar 28 km pătrați la frontiera dintre Italia și Croația, constituită în urma Tratatului de la Rappalo, acord bilateral încheiat între Italia și Regatul Sârbilor, Croaților și Slovenilor. Statul Liber Fiume a fost recunoscut imediat de Statele Unite ale Americii, Franța și Marea Britanie. În ianuarie 1924 Regatul Sârbilor, Croaților și Slovenilor și-a dat acordul, prin Tratatul de la Roma (1924)⁠(en)[traduceți], ca Italia să anexeze Statul Liber Fiume.
În anul 1945 armata partizanilor iugoslavi a ocupat orașul, care mai apoi, la Conferința de Pace de la Paris din 1946, a fost atribuit Iugoslaviei. 
Rijeka a fost capitala europeană a culturii în 2020, alături de Galway, Irlanda.

## Demografie
Componența etnică a orașului Rijeka
     Croați (82,52%)
     Sârbi (6,57%)
     Bosniaci (2,06%)
     Italieni (1,9%)
     Necunoscut (1,79%)
     Neclasificat (4,08%)
Componența confesională a orașului Rijeka
     Catolici (71,96%)
     Fără religie și atei (9,24%)
     Ortodocși (6,95%)
     Musulmani (4,52%)
     Agnostici și sceptici (1,67%)
     Necunoscută (4,71%)
     Alte religii (0,94%)
Conform recensământului din 2011, orașul Rijeka avea 128.624 de locuitori. Din punct de vedere etnic, majoritatea locuitorilor (82,52%) erau croați, existând și minorități de sârbi (6,57%), bosniaci (2,06%) și italieni (1,9%). Apartenența etnică nu este cunoscută în cazul a 1,79% din locuitori. Din punct de vedere confesional, majoritatea locuitorilor (71,96%) erau catolici, existând și minorități de persoane fără religie și atei (9,24%), ortodocși (6,95%), musulmani (4,52%) și agnostici și sceptici (1,67%). Pentru 4,71% din locuitori nu este cunoscută apartenența confesională.

## Monumente

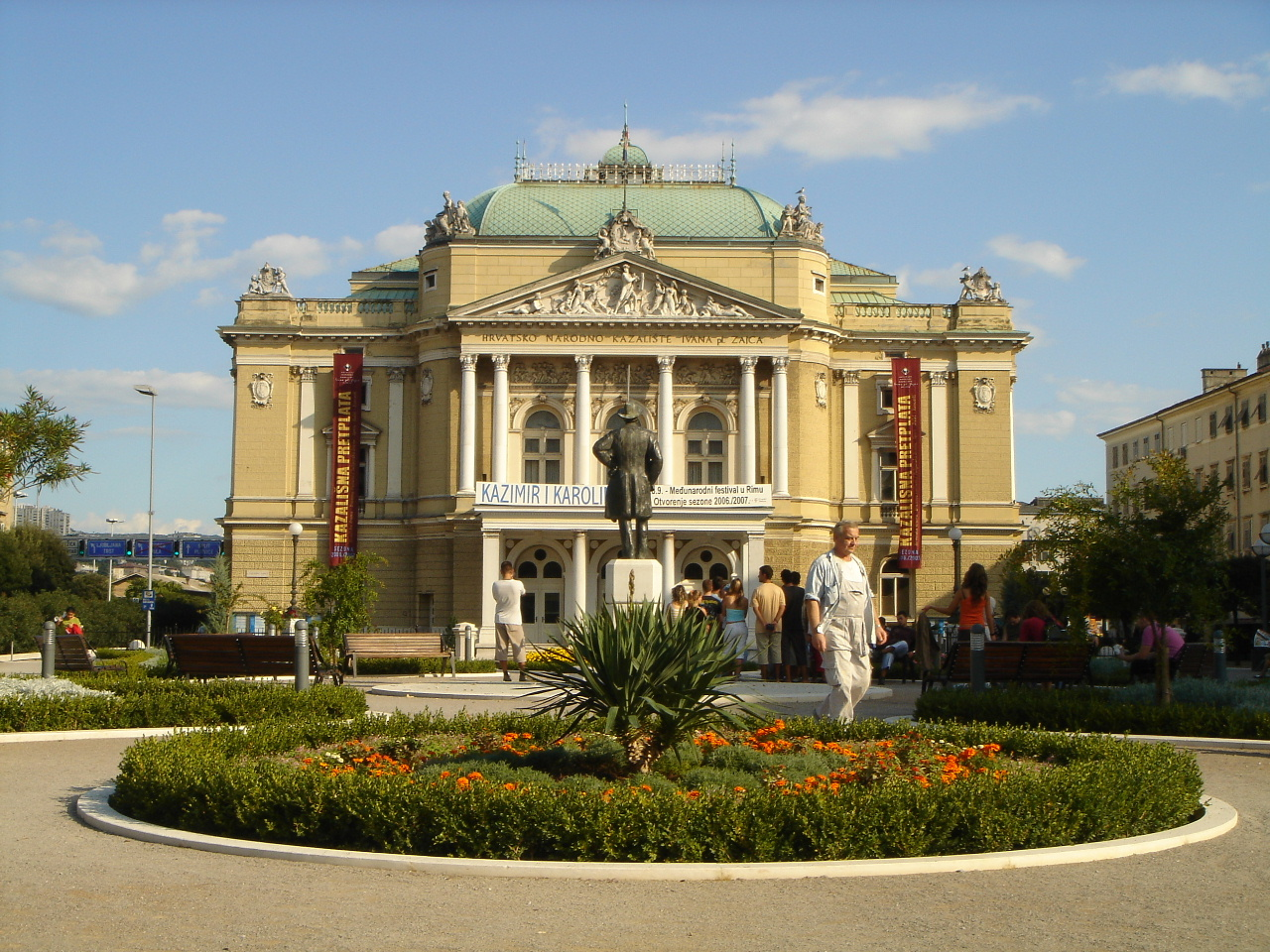
Teatrul Național, inițial Teatro Comunale, construit după planul arhitectului Hermann Helmer, cu decorații de Gustav Klimt

- Scara Petar Kružić, monument din secolul al XVI-lea
- Teatrul Național din Rijeka, monument din secolul al XIX-lea